# Komet Pons-Brooks
Komet Pons-Brooks (uradna oznaka je 12P/Pons-Brooks) je periodični komet z obhodno dobo 71 let. Pripada Halleyjevi družini kometov. Carl Sagan je predvideval, da je to nenavaden komet, ki so ga videli na Kitajskem leta 1486 pr. n. št.

## Odkritje
Komet je odkril 12. julija 1812 francoski astronom Jean-Louis Pons (1761–1831). Neodvisno od njega sta komet odkrila še Vincent Wisnievski 1. avgusta in Alexis Bouvard 2. avgusta istega leta. V letu 1883 ga je slučajno odkril še v Angliji rojen ameriški astronom William Robert Brooks (1844–1922), ki pa je šele pozneje ugotovil, da je to isti komet.

## Značilnosti
Ker ima naklon tirnice približno 74,2°, zelo malo časa preživi blizu ekliptike, kjer najlažje pride do vplivov drugih teles. Kometova tirnica bo stabilna med letoma 1740 in 2167, brez močniv vplivov planetov. Med letoma 1900 in 2200 bo komet pod močnejšim vplivom Saturna 29. julija 1957, ko se bo gibal na razdalji samo 1,6 a.e. od planeta.